# زحف النباتات الخشبية

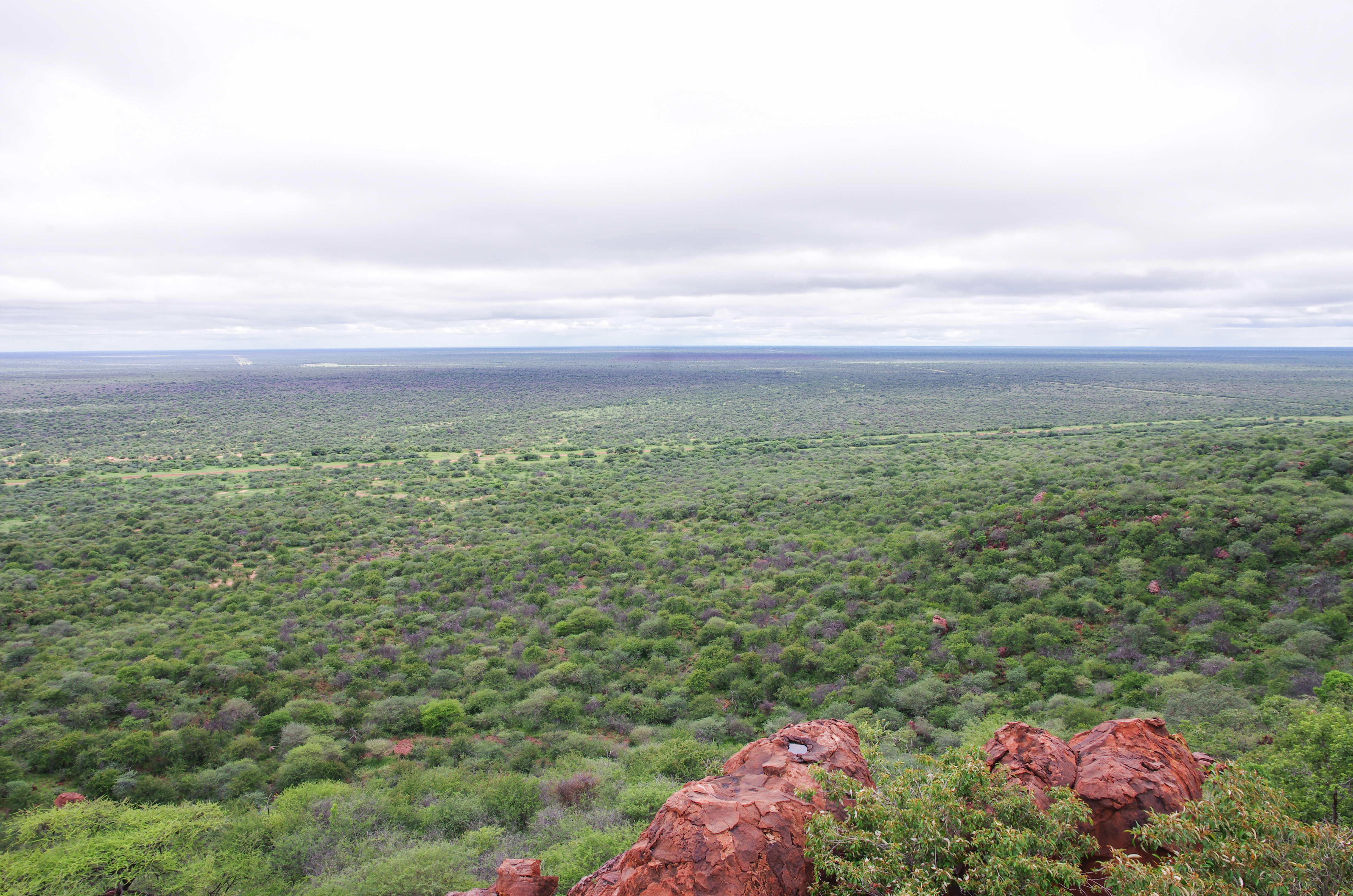
منظر للأراضي التي اجتاحتها الشجيرات في منطقة ووتربيرغ في إقليم أوتجوزوندجوبا، ناميبيا.

زحف النباتات الخشبية (ويسمى أيضًا زحف الأدغال، أو زحف الشجيرة، أو التعدي الخشبي، أو سماكة الأدغال، أو تكاثر النباتات الخشبية) هي ظاهرة طبيعية تتميز بزيادة كثافة النباتات الخشبية والشجيرات على حساب الطبقة العشبية والأعشاب. يحدث ذلك غالبًا في الأراضي العشبية والسافانا والغابات ويمكن أن يسبب تحولات في المنطقة الأحيائية من الأراضي العشبية المفتوحة والسافانا إلى غابات مغلقة.
يشير مصطلح تعدي الأدغال إلى توسع النباتات المحلية وليس انتشار الأنواع الغريبة الغازية. من ثم يُحدد من طريق كثافة النبات وليس الأنواع. غالبًا ما يُعد زحف الأدغال تحولًا في النظام البيئي ويمكن أن يكون أحد أعراض تدهور الأراضي. تُلاحظ هذه الظاهرة عبر أنظمة بيئية مختلفة وبخصائص وكثافة مختلفة على مستوى العالم. وتشمل أسبابه تكثيف استخدام الأراضي، مثل ارتفاع ضغط الرعي وقمع حرائق الغابات.
عُثِر على تغير المناخ ليكون عاملًا متسارعًا للزحف الخشبي. إن تأثير زحف النباتات الخشبية محدد جدًا في السياق. غالبًا ما تكون له عواقب سلبية وخيمة على خدمات النظام الإيكولوجي الرئيسية، وخاصة التنوع البيولوجي، والموائل الحيوانية، وإنتاجية الأرض، وتغذية المياه الجوفية. عبر المراعي، أدى الزحف الخشبي إلى انخفاض كبير في الإنتاجية، مما يهدد سبل عيش مستخدمي الأراضي المتضررين. تتصدى العديد من الدول بنحو فعال للتعدي على الأخشاب، من طريق ممارسات إدارة المراعي المكيفة، والتحكم في الحرائق وتخفيف الحشائش الميكانيكية.
في بعض الحالات، تُصنَّف المناطق المتأثرة بالزحف الخشبي على أنها بالوعات الكربون، وتشكل جزءًا من قوائم الجرد الوطنية لغازات الاحتباس الحراري. ومع ذلك، فإن تأثيرات عزل الكربون الناتجة عن زحف النباتات الخشبية محددة إلى حد كبير، ولا تزال غير كافية للبحث.
اعتمادًا على هطول الأمطار ودرجة الحرارة ونوع التربة، من بين عوامل أخرى، قد يؤدي زحف النباتات الخشبية إلى زيادة أو تقليل إمكانية عزل الكربون في نظام بيئي معين. في تقرير التقييم السادس لعام 2022، ذكرت الهيئة الحكومية الدولية المعنية بتغير المناخ (آي بي سي سي - الهيئة الحكومية الدولية المعنية بتغير المناخ) أن الزحف الخشبي قد يؤدي إلى زيادات طفيفة في الكربون، ولكنه في الوقت نفسه يخفي عمليات تدهور الأراضي الكامنة، خاصة في الأراضي الجافة.

## التعريف البيئي وأصل الكلمة
زحف النباتات الخشبية هو زيادة وفرة النباتات الخشبية الأصلية، مثل الشجيرات، على حساب النباتات العشبية والأعشاب في الأراضي العشبية والشجيرات. وهكذا يستخدم مصطلح التعدي لوصف كيفية تفوق النباتات الخشبية على الحشائش خلال فترة زمنية معينة،عادةً سنوات أو عقود.
يتماشى هذا مع معنى مصطلح التعدي، وهو «فعل تغطية المزيد والمزيد من المساحة ببطء».
في بعض الحالات، يعد زحف النباتات الخشبية نوعًا من التعاقب الثانوي. وينطبق هذا على حالات التخلي عن الأراضي، مثلًا: عندما يتم التخلي عن الأراضي الزراعية السابقة وإعادة إنشاء النباتات الخشبية. ومع ذلك، يختلف هذا بوضوح عن زحف النباتات الخشبية الذي يحدث بسبب الدوافع العالمية، مثلًا زيادة ثاني أكسيد الكربون في الغلاف الجوي للأرض، والأشكال غير المستدامة من تكثيف استخدام الأراضي، مثل الرعي الجائر وإخماد الحرائق. تعمل هذه العوامل على تعطيل الخلافة البيئية في أرض عشبية معينة، وتحديدًا التوازن بين النباتات الخشبية والعشبية، وتوفر ميزة تنافسية للنباتات الخشبية. تُعد العملية الناتجة التي تؤدي إلى وفرة من النباتات الخشبية أحيانًا تحولًا في النظام البيئي (أيضًا تحولًا في الحالة البيئية) يمكن أن يحول الأراضي الجافة من الأنظمة التي يهيمن عليها العشب نحو السافانا التي تهيمن عليها الأخشاب.
الزيادة في التباين المكاني هو مؤشر مبكر لمثل هذا التحول في النظام. اعتمادًا على الظروف البيئية والمناخية، يمكن أن يكون هذا التحول نوعًا من تدهور الأراضي والتصحر. على الرغم من استخدام المصطلحات بالتبادل في بعض الأدبيات، فإن زحف النباتات الخشبية يختلف عن انتشار الأنواع الغازية. على النقيض من الأنواع الغازية، التي يجري إدخالها عمدًا أو عرضًا. الأنواع المتعدية هي أصلية في النظام البيئي المعني، ويعتمد تصنيفها على أنها متعدية على: هل كانت تتفوق على الأنواع الأصلية الأخرى في النظام البيئي نفسه بمرور الوقت؟ على النقيض من غزو النباتات الغريبة، فإن زحف النباتات الخشبية لا يجري تعريفه من طريق وجود أنواع نباتية معينة فقط، ولكن من خلال الديناميات البيئية وتغيير هيمنة أنواع معينة. عبر البحث في نوع النباتات الخشبية التي تميل إلى أن تصبح أنواعًا متعدية محدودة، وجدت المقارنات بين أنواع
فاشيليا (vachellia) المتعدية وغير المتعدية أن الأنواع المتعدية لديها اكتساب أعلى وتنافس على الموارد. تختلف بنية المظلة الخاصة بها، وفقط أنواع الأشجار المتعدية تقلل من إنتاجية النباتات المعمرة.
بحكم التعريف، يحدث زحف النباتات الخشبية في الأراضي العشبية. ومن ثم فهو يختلف بوضوح عن إعادة التحريج والتشجير. ومع ذلك، يوجد تداخل قوي بين تخضير الغطاء النباتي، كما اكتُشف استنادًا إلى مؤشرات الغطاء النباتي المشتقة من الأقمار الصناعية، وزحف النباتات الخشبية. يمكن أن تكون الأراضي العشبية والغابات، وكذلك الأراضي العشبية والشجيرات، حالات بديلة مستقرة للنظم البيئية، ولكن الأدلة التجريبية على مثل هذه الثباتية لا تزال محدودة.

## الأسباب
يُفترض أن تعود أصول التعدي الخشبي إلى بداية الهولوسين وبداية الاحتباس الحراري، مع توسيع الأنواع الاستوائية نطاقاتها بعيدًا عن خط الاستواء إلى مناطق أكثر اعتدالًا. لكنها حدثت بمعدلات غير مسبوقة منذ منتصف القرن التاسع عشر. على هذا النحو، تُصنَّف بأنها نوع من تدهور الأراضي العشبية، الذي يحدث من طريق التأثير البشري المباشر وغير المباشر خلال الأنثروبوسين. عُثر على عوامل مختلفة للمساهمة في عملية زحف النباتات الخشبية. يمكن أن تكون ممارسات استخدام الأراضي وكذلك الدوافع العالمية من العوامل الدافعة لتعدي النباتات الخشبية. نظرًا إلى ارتباطه القوي بالأسباب التي يسببها الإنسان، وُصِف زحف النباتات الخشبية بأنه تحول في النظام الاجتماعي البيئي. تختلف أسباب زحف الأخشاب اختلافًا كبيرًا بين السافانا الرطبة والجافة.

## استخدام الأراضي
عندما يجري التخلي عن الأرض، غالبًا ما يلاحظ الانتشار السريع لنباتات الأدغال المحلية. هذا هو الحال على سبيل المثال في مناطق الغابات السابقة في جبال الألب التي جرى تحويلها إلى أراضٍ زراعية وجرى التخلي عنها لاحقًا. وهكذا يرتبط الزحف في جنوب أوروبا بالنزوح الجماعي من الريف. في مثل هذه الحالات، إن تكثيف استخدام الأراضي، على سبيل المثال زيادة ضغط الرعي، وجد أنه فعال ضد زحف الأخشاب. الثدييات الكبيرة مثل الفيل ووحيد القرن هو عامل مساهم في التعدي على الأخشاب.الرعي الجائر له دور في سياق تكثيف الأراضي. إن أحد الأسباب التي يجري الاستشهاد بها بنحو متكرر لتعدي النباتات الخشبية هو الرعي الجائر، وعادة ما يكون ذلك نتيجة لتكديس المزارع و تسييجها، فضلًا عن عدم تناوب الحيوانات وفترات راحة الأرض. يلعب الرعي الجائر دورًا قويًا خاصةً في الأراضي العشبية المتوسطة، حيث يمكن أن تتوسع الشجيرات بسهولة عند اكتساب ميزة تنافسية على الحشائش، في حين أن الزحف الخشبي أقل قابلية للتنبؤ به في أراضي الشجيرات الجافة.  